# El Ranero
El Ranero es un barrio situado al noroeste de la ciudad de Murcia (España). Cuenta con 4 822 habitantes (INE 2022). Antiguamente pertenecía a la pedanía de La Albatalía, aunque hoy forma parte del distrito Norte junto a los barrios de San Basilio, San Antón y San Andrés. 

## Geografía
Limita al oeste con la Autovía de Murcia o Ronda Oeste, que hace de separación con la pedanía de La Albatalía, al sur con el barrio de San Basilio, al este con el barrio de Santa María de Gracia y al norte con el barrio de Espinardo.

## Características
Su cercanía al centro de la ciudad configura una realidad económica basada en el sector servicios, desde el pequeño comercio en las áreas de venta de alimentación o del sector del ocio. A principios del siglo XX el barrio estaba compuesto por unas pocas casas diseminadas por la huerta, aprovechando la confluencia de varias acequias menores. Era un lugar aislado, mal comunicado. En los años 30 aparece un pequeño núcleo poblacional, en torno a la calle del Rosario, y ya en los años 50 aumenta su número de habitantes por motivos diversos como la venta de terrenos para poder edificar, la apertura de nuevos caminos, la cercanía a la capital, etc. A lo largo de las décadas de los 60 y 70 se produce un éxodo de la población dada la falta de viviendas asequibles y por motivos de trabajo. Ya en la década de los 90 se produce el "boom" en cuanto al aumento del número de habitantes con la edificación de nuevas viviendas, la urbanización de sus calles y la construcción de avenidas y zonas verdes, lo que ha cambiado por completo la fisonomía del barrio.
En la actualidad, dicho barrio consta de numerosos servicios públicos, tales como dos colegios (El Juan XXIII y el Reino de Murcia), centro de salud y dos institutos en los límites del barrio.

## CEIP Juan XXIII
Su origen está en los años 30 cuando el de 16 de noviembre de 1931 se crea la escuela de niños en un local cedido por el vecino Manolo Abellán en la confluencia de la actual avenida de los Reyes Católicos y la calle del Rosario. La escuela de niñas, en cambio, está en otro local enfrente de la escuela de niños y era propiedad también del mismo vecino.

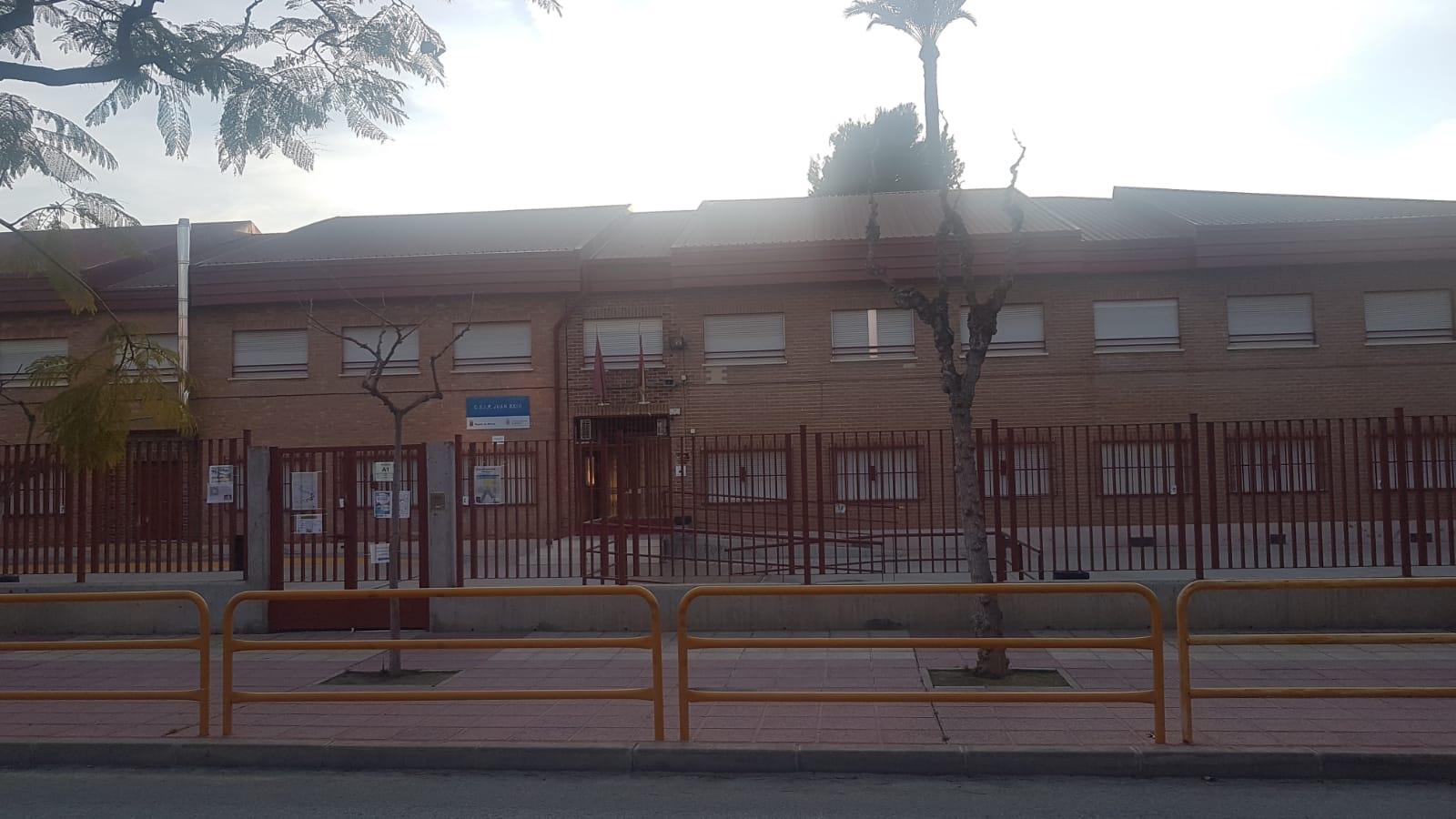
Entrada del CEIP JUAN XIII

En 1949 se construyen dos escuelas unitarias en la misma calle y ya con el aumento de población en los años 60 se construyen cuatro aulas parroquiales en la calle de la Acequia que se fusionarán con las dos de la calle del Rosario, que siguen funcionando, dando inicio a la Agrupación Escolar Juan XXIII, germen del actual colegio.
En el año 1974 las cuatro escuelas se convierten en escuelas de régimen ordinario y durante el curso 1974-75 se abandonan las escuelas parroquiales.
En 1979 se amplía la escuela con ocho cursos de Educación General Básica integrándose así los seis cursos que previamente se encontraban en la Escuela Graduada con los dos nuevos cursos mixtos, pasándose a denominar el centro como colegio nacional mixto Juan XXIII. Al año siguiente, el 21 de junio de 1980, se crearán los cursos de infantil, que se inaugurarán en el nuevo centro que se estaba construyendo.  
En enero de 1981 se inaugurará el nuevo grupo escolar en el centro reconstruido que es el que actualmente funciona.

## Iglesia de Nuestra Señora del Rosario
Este se dio en los años 60 con la aparición de las primeras Escuelas Parroquiales en el barrio, debido al aumento de población escolar y a petición del párroco de la iglesia de Santa María de Gracia (barrio cercano) y Delegado diocesano, Narciso Dols Morales.
Tras la independencia y separación del barrio de la pedanía de La Albatalía debido a su crecimiento, en 1978 varios vecinos decidieron comenzar con la construcción de la iglesia que llevaría sería nombrada en honor a la Virgen del Rosario.
La iglesia se construyó en los antiguos locales de las escuelas patronales, que ya no eran utilizadas.
El 29 de marzo de 1981 se inaugura la iglesia y a lo largo de ese año se imparten a los feligreses, los sacramentos, que antes se impartían en otras parroquias como San Andrés o San Basilio. En el año 1988, se iniciarían los trabajos para restaurar el templo parroquial.

### Virgen del Rosario.
La devoción a la Virgen del Rosario, Santa patrona del barrio, nace en El Ranero a mediados de los años 40 del siglo XX, se traía a hombros su imagen desde la iglesia de San Andrés, cercana al barrio y se trasladaba a la casa de Mariano Ferre, vecino que era gran devoto en las fiestas del barrio, donde también se practicaban juegos populares la cucaña o la carrera de cintas en bicicleta. Se celebra cada 7 de octubre.

## Deportes

### Ranero Club de Fútbol
El equipo nace en 1981 con el objetivo de formar a los jugadores deportiva y humanamente, así como también, el estar involucrado en la vida social del barrio. El equipo recoge la tradición futbolística del barrio, heredada de los campeonatos barriales que se organizaban en los años 50. La indumentaria que utilizaban era la misma que actualmente utiliza el club: camiseta y calcetas verdes con pantalón blanco.
Sus diferentes equipos de futbol formativo han saboreado las mieles del triunfo enfrentándose a grandes canteras del país como las del Real Madrid, Atlético de Madrid o Betis; al estar disputando varias temporadas la División de Honor el equipo juvenil.
Disputó durante varios años como equipo sénior en la preferente murciana y cuenta con equipo de veteranos en la actualidad.

Entrada del estadio municipal de El Ranero

El número de socios oscila entre las 200 personas. y alrededor de 400 niños forman parte del club, en edades comprendidas entre los 5 y los 18 años.  
El primer estadio del club fue de tierra ubicado a unos pocos metros del colegio Juan XXIII. El terreno es usado como patio de recreo escolar perteneciente a dicho colegio. Por otra parte, el campo de fútbol municipal está situado en la avenida Real Academia de la Medicina, N.º 10 ,además, cuenta con unas dimensiones de 100x 65 metros y su superficie es de césped sintético. Su construcción finalizó en 2010.